# Le Mitard
Pour l’article homonyme, voir Mitard.
Pistes de Répression
Saumur Sors tes griffes
Le Mitard est une chanson du groupe de hard rock français Trust qui est parue sur l'album Répression en 1980.
Les paroles de ce morceau sont mises en musique par le guitariste Norbert Krief, d'après le livre L'Instinct de mort, écrit par Jacques Mesrine. La fin du morceau comprend, au début comme à la fin, un extrait sonore de la voix de Jacques Mesrine (extrait de la cassette posthume enregistrée par Mesrine peu avant sa mort).